# NHL Entry Draft 2004
Der NHL Entry Draft 2004, die jährliche Talentziehung der National Hockey League, fand am 26. Juni 2004 im RBC Center im US-amerikanischen Raleigh im Bundesstaat North Carolina statt.
Insgesamt wurden 291 Spieler in neun Runden gezogen. Die gewählten Spieler hatten durch den sich anschließenden Lockout der Saison 2004/05 in der folgenden Saison noch nicht die Chance ihr Können unter Beweis zu stellen. Der Top-Draftpick Alexander Owetschkin wurde in der Saison 2005/06 mit der Calder Memorial Trophy als bester Rookie ausgezeichnet. Ein Jahr später wiederholte auch Jewgeni Malkin den Gewinn der Trophäe.

## Draftergebnis
| Pick                           | Spieler                     | Land               | NHL-Team                | College-/ Junioren-/ Profi-Team              |
| 1. Runde                       | 1. Runde                    | 1. Runde           | 1. Runde                | 1. Runde                                     |
| ------------------------------ | --------------------------- | ------------------ | ----------------------- | -------------------------------------------- |
| 1.                             | Alexander Owetschkin (LW)   | Russland           | Washington Capitals     | HK Dynamo Moskau                             |
| 2.                             | Jewgeni Malkin (C)          | Russland           | Pittsburgh Penguins     | HK Metallurg Magnitogorsk                    |
| 3.                             | Cam Barker (D)              | Kanada             | Chicago Blackhawks      | Medicine Hat Tigers (WHL)                    |
| 4.                             | Andrew Ladd (LW)            | Kanada             | Carolina Hurricanes     | Calgary Hitmen (WHL)                         |
| 5.                             | Blake Wheeler (RW)          | Vereinigte Staaten | Phoenix Coyotes         | Breck School                                 |
| 6.                             | Al Montoya (G)              | Vereinigte Staaten | New York Rangers        | University of Michigan (CCHA)                |
| 7.                             | Rostislav Olesz (C)         | Tschechien         | Florida Panthers        | HC Vítkovice Steel                           |
| 8.                             | Alexandre Picard (LW)       | Kanada             | Columbus Blue Jackets   | Lewiston MAINEiacs (LHJMQ)                   |
| 9.                             | Ladislav Šmíd (D)           | Tschechien         | Mighty Ducks of Anaheim | Bílí Tygři Liberec                           |
| 10.                            | Boris Valábik (D)           | Slowakei           | Atlanta Thrashers       | Kitchener Rangers (OHL)                      |
| Weitere erwähnenswerte Spieler |                             |                    |                         |                                              |
| 11.                            | Lauri Tukonen (RW)          | Finnland           | Los Angeles Kings       | Espoo Blues                                  |
| 12.                            | A. J. Thelen (D)            | Vereinigte Staaten | Minnesota Wild          | Michigan State University (CCHA)             |
| 13.                            | Drew Stafford (RW)          | Vereinigte Staaten | Buffalo Sabres          | University of North Dakota (WCHA)            |
| 14.                            | Devan Dubnyk (G)            | Kanada             | Edmonton Oilers         | Kamloops Blazers (WHL)                       |
| 15.                            | Alexander Radulow (RW)      | Russland           | Nashville Predators     | HK Dynamo Moskau                             |
| 16.                            | Petteri Nokelainen (RW)     | Finnland           | New York Islanders      | SaiPa Lappeenranta                           |
| 17.                            | Marek Schwarz (G)           | Tschechien         | St. Louis Blues         | HC Sparta Prag                               |
| 18.                            | Kyle Chipchura (C)          | Kanada             | Montréal Canadiens      | Prince Albert Raiders (WHL)                  |
| 19.                            | Lauri Korpikoski (LW)       | Finnland           | New York Rangers        | TPS                                          |
| 20.                            | Travis Zajac (C)            | Kanada             | New Jersey Devils       | Salmon Arm Silverbacks                       |
| 21.                            | Wojtek Wolski (LW)          | Polen              | Colorado Avalanche      | Brampton Battalion (OHL)                     |
| 22.                            | Lukáš Kašpar (LW)           | Tschechien         | San Jose Sharks         | HC Chemopetrol Litvínov                      |
| 23.                            | Andrej Meszároš (D)         | Slowakei           | Ottawa Senators         | HC Dukla Trenčín                             |
| 25.                            | Rob Schremp (C)             | Vereinigte Staaten | Edmonton Oilers         | London Knights (OHL)                         |
| 26.                            | Cory Schneider (G)          | Vereinigte Staaten | Vancouver Canucks       | USA Hockey National Team Development Program |
| 27.                            | Jeff Schultz (D)            | Kanada             | Washington Capitals     | Calgary Hitmen (WHL)                         |
| 28.                            | Mark Fistric (D)            | Kanada             | Dallas Stars            | Vancouver Giants (WHL)                       |
| 29.                            | Mike Green (D)              | Kanada             | Washington Capitals     | Saskatoon Blades (WHL)                       |
| 2. Runde                       |                             |                    |                         |                                              |
| 31.                            | Johannes Salmonsson (LW/RW) | Schweden           | Pittsburgh Penguins     | Djurgårdens IF                               |
| 32.                            | Dave Bolland (C)            | Kanada             | Chicago Blackhawks      | London Knights (OHL)                         |
| 33.                            | Chris Bourque (LW)          | Vereinigte Staaten | Washington Capitals     | Cushing Academy                              |
| 36.                            | Darin Olver (C)             | Kanada             | New York Rangers        | Northern Michigan University (CCHA)          |
| 48.                            | Dane Byers (LW)             | Kanada             | New York Rangers        | Prince Albert Raiders (WHL)                  |
| 50.                            | Enwer Lissin (RW)           | Russland           | Phoenix Coyotes         | Kristall Saratow                             |
| 54.                            | Jakub Šindel (C/W)          | Tschechien         | Chicago Blackhawks      | HC Sparta Prag                               |
| 56.                            | Nicklas Grossmann (D)       | Schweden           | Dallas Stars            | Södertälje SK                                |
| 60.                            | Brandon Dubinsky (C)        | Vereinigte Staaten | New York Rangers        | Portland Winter Hawks (WHL)                  |
| 62.                            | Michail Junkow (C)          | Russland           | Washington Capitals     | Krylja Sowetow Moskau                        |
| 63.                            | David Krejčí (C)            | Tschechien         | Boston Bruins           | HC Rabat Kladno                              |
| 64.                            | Mārtiņš Karsums (LW/RW)     | Lettland           | Boston Bruins           | Moncton Wildcats                             |
| 3. Runde                       |                             |                    |                         |                                              |
| 66.                            | Sami Lepistö (C)            | Finnland           | Washington Capitals     | Jokerit Helsinki                             |
| 69.                            | Casey Borer (D)             | Vereinigte Staaten | Carolina Hurricanes     | St. Cloud State University (WCHA)            |
| 70.                            | Brandon Prust (LW)          | Kanada             | Calgary Flames          | London Knights (OHL)                         |
| 71.                            | Andrej Sekera (D)           | Slowakei           | Buffalo Sabres          | HC Dukla Trenčín                             |
| 72.                            | Denis Parschin (LW)         | Russland           | Colorado Avalanche      | HK ZSKA Moskau                               |
| 76.                            | Scott Lehman (D)            | Kanada             | Atlanta Thrashers       | Toronto St. Michael’s Majors (OHL)           |
| 77.                            | Shawn Weller (LW)           | Vereinigte Staaten | Ottawa Senators         | Capital District Selects (EJHL)              |
| 78.                            | Peter Ölvecký (LW/C)        | Slowakei           | Minnesota Wild          | HC Dukla Trenčín                             |
| 83.                            | Wiktor Alexandrow (RW)      | Kasachstan         | St. Louis Blues         | Metallurg Nowokusnezk                        |
| 84.                            | Alexei Jemelin (D)          | Russland           | Montréal Canadiens      | ZSK WWS Samara                               |
| 87.                            | Peter Regin (C)             | Danemark           | Ottawa Senators         | Herning Blue Fox                             |
| 88.                            | Clayton Barthel (D)         | Kanada             | Washington Capitals     | Seattle Thunderbirds (WHL)                   |
| 89.                            | Jeff Glass (G)              | Kanada             | Ottawa Senators         | Kootenay Ice (WHL)                           |
| 91.                            | Alexander Edler (G)         | Schweden           | Vancouver Canucks       | Jämtland HF                                  |
| 94.                            | Thomas Greiss (G)           | Deutschland        | San Jose Sharks         | Kölner Haie                                  |
| 96.                            | Andrei Plechanow (D)        | Russland           | Columbus Blue Jackets   | Neftechimik Nischnekamsk                     |
| 97.                            | Johan Franzén (C)           | Schweden           | Detroit Red Wings       | Linköpings HC                                |
| 98.                            | Dustin Boyd (C)             | Kanada             | Calgary Flames          | Moose Jaw Warriors (WHL)                     |
| 4. Runde                       |                             |                    |                         |                                              |
| 99.                            | Tyler Kennedy (C)           | Kanada             | Pittsburgh Penguins     | Sault Ste. Marie Greyhounds (OHL)            |
| 100.                           | J. T. Wyman (RW/D)          | Vereinigte Staaten | Montréal Canadiens      | Dartmouth College (ECAC)                     |
| 111.                           | Ryan Jones (C)              | Kanada             | Minnesota Wild          | Chatham Maroons (OHA-B)                      |
| 114.                           | Patrick Bordeleau (LW)      | Kanada             | Minnesota Wild          | Foreurs de Val-d’Or (LHJMQ)                  |
| 116.                           | Michal Birner (LW)          | Tschechien         | St. Louis Blues         | HC Slavia Prag (Extraliga)                   |
| 117.                           | Julien Sprunger (LW)        | Schweiz            | Minnesota Wild          | Fribourg-Gottéron                            |
| 122.                           | Alexander Nikulin (C)       | Russland           | Ottawa Senators         | HK ZSKA Moskau                               |
| 125.                           | Andrew Sarauer (C)          | Kanada             | Vancouver Canucks       | Langley Hornets (BCHL)                       |
| 126.                           | Torrey Mitchell (RW)        | Kanada             | San Jose Sharks         | University of Vermont (HE)                   |
| 127.                           | Ryan Callahan (RW)          | Vereinigte Staaten | New York Rangers        | Guelph Storm (OHL)                           |
| 128.                           | Evan McGrath (C)            | Kanada             | Detroit Red Wings       | Kitchener Rangers (OHL)                      |
| 5. Runde                       |                             |                    |                         |                                              |
| 130.                           | Michal Sersen (D)           | Slowakei           | Pittsburgh Penguins     | Océanic de Rimouski (LHJMQ)                  |
| 133.                           | Petr Pohl (RW)              | Tschechien         | Columbus Blue Jackets   | Olympiques de Gatineau (LHJMQ)               |
| 134.                           | Kris Versteeg (RW)          | Kanada             | Boston Bruins           | Lethbridge Hurricanes (WHL)                  |
| 136.                           | Nikita Nikitin (D)          | Russland           | St. Louis Blues         | HK Awangard Omsk                             |
| 146.                           | Bryan Young (D)             | Kanada             | Edmonton Oilers         | Peterborough Petes (OHL)                     |
| 150.                           | Michail Hrabouski (C)       | Belarus 1995       | Montréal Canadiens      | Neftechimik Nischnekamsk                     |
| 151.                           | Sjarhej Kolassau (D)        | Belarus 1995       | Detroit Red Wings       | HK Dinamo Minsk                              |
| 156.                           | Roman Wick (RW)             | Schweiz            | Ottawa Senators         | Kloten Flyers                                |
| 157.                           | Dmitri Worobjow (D)         | Russland           | Toronto Maple Leafs     | HK Lada Toljatti                             |
| 6. Runde                       |                             |                    |                         |                                              |
| 166.                           | Peter Guggisberg (W)        | Schweiz            | Washington Capitals     | HC Davos                                     |
| 170.                           | Ladislav Ščurko (C)         | Slowakei           | Philadelphia Flyers     | HK Spišská Nová Ves                          |
| 173.                           | Adam Pardy (D)              | Kanada             | Calgary Flames          | Cape Breton Screaming Eagles (LHJMQ)         |
| 178.                           | Mike Santorelli (C)         | Kanada             | Nashville Predators     | Vernon Vipers (BCHL)                         |
| 188.                           | Roman Polák (D)             | Tschechien         | St. Louis Blues         | HC Vítkovice                                 |
| 7. Runde                       |                             |                    |                         |                                              |
| 200.                           | Matt Schneider (C)          | Kanada             | Calgary Flames          | Tri-City Americans (WHL)                     |
| 206.                           | Anton Chudobin (G)          | Russland           | Minnesota Wild          | HK Metallurg Magnitogorsk                    |
| 207.                           | Mark Mancari (RW)           | Kanada             | Buffalo Sabres          | Ottawa 67’s (OHL)                            |
| 214.                           | Troy Brouwer (RW)           | Kanada             | Chicago Blackhawks      | Moose Jaw Warriors (WHL)                     |
| 220.                           | Maxim Semjonow (D)          | Kasachstan         | Toronto Maple Leafs     | HK Lada Toljatti                             |
| 224.                           | Matt Hunwick (D)            | Vereinigte Staaten | Boston Bruins           | University of Michigan (CCHA)                |
| 227.                           | Chris Campoli (D)           | Kanada             | New York Islanders      | Erie Otters (OHL)                            |
| 8. Runde                       |                             |                    |                         |                                              |
| 238.                           | Yutaka Fukufuji (G)         | Japan              | Los Angeles Kings       | Japanische Nationalmannschaft                |
| 239.                           | Brandon Yip (RW)            | Kanada             | Colorado Avalanche      | Coquitlam Express (BCHL)                     |
| 243.                           | Denis Kuljasch (D)          | Russland           | Nashville Predators     | HK ZSKA Moskau                               |
| 250.                           | Nathan Perkovich (RW)       | Vereinigte Staaten | New Jersey Devils       | Cedar Rapids RoughRiders (USHL)              |
| 251.                           | Matt McIlvane (C)           | Vereinigte Staaten | Ottawa Senators         | Chicago Steel (USHL)                         |
| 257.                           | Gennadi Stoljarow (RW)      | Russland           | Detroit Red Wings       | HK MWD Twer                                  |
| 258.                           | Pekka Rinne (G)             | Finnland           | Nashville Predators     | Kärpät Oulu                                  |
| 9. Runde                       |                             |                    |                         |                                              |
| 259.                           | Brian Ihnacak (C)           | Kanada             | Pittsburgh Penguins     | Brown University                             |
| 262.                           | Mark Streit (D)             | Schweiz            | Montréal Canadiens      | ZSC Lions                                    |
| 263.                           | Travis Morin (C)            | Vereinigte Staaten | Washington Capitals     | Minnesota State University, Mankato (WCHA)   |
| 266.                           | Jakub Petružálek (RW)       | Tschechien         | New York Rangers        | HC Litvínov                                  |
| 269.                           | Janne Pesonen (W)           | Finnland           | Mighty Ducks of Anaheim | Kärpät Oulu                                  |
| 287.                           | Jannik Hansen (RW)          | Danemark           | Vancouver Canucks       | Rødovre SIK                                  |